# GJ 1214 b
GJ 1214 b, auch Gliese 1214 b, ist ein im Jahr 2009 entdeckter extrasolarer Mini-Neptun. Bei seiner Entdeckung durch Zachory Berta war er der erdähnlichste bekannte Exoplanet. Er ist knapp 48 Lichtjahre von der Erde entfernt und umkreist in 38 Stunden im Sternbild Schlangenträger den Roten Zwerg GJ 1214, dessen Strahlung 200 Mal schwächer ist als diejenige der Sonne. Der Abstand zu seinem Zentralstern beträgt etwa 0,014 AE (ca. 2 Millionen km). Seine Masse entspricht etwa 7 Erdmassen, sein Radius wird auf etwas mehr als zweieinhalb Erdradien geschätzt.
Es gibt deutliche Hinweise darauf, dass GJ 1214 b von einer relativ dicken Atmosphäre umgeben ist. Die Gleichgewichtstemperatur des Exoplaneten ist von mehreren Faktoren abhängig, die teilweise nur ungenau oder gar nicht bekannt sind. Schätzungen deuten auf eine Gleichgewichtstemperatur zwischen 120 und 280 °C hin. Dem ist eine Albedo von 0,75 (bei 120 °C) bzw. von 0 (bei 282 °C) zugrunde gelegt.
Beobachtungen des Hubble-Teleskops haben ergeben, dass sich die Atmosphäre von GJ 1214 b möglicherweise überwiegend aus Wasserdampf zusammensetzt. Es wird daher angenommen, dass der Planet selbst zu einem großen Teil aus Wasser besteht. Damit wäre er ein sogenannter Ozeanplanet. Allerdings ist das Spektrum des Planeten im Nahinfrarot sehr flach und besitzt keine signifikanten spektralen Anzeichen. Die einzig sichere Schlussfolgerung ist, dass die spektralen Fingerabdrücke, die auf die Zusammensetzung der Atmosphäre hinweisen, durch eine Schicht aus Dunst oder Wolken in der Hochatmosphäre gedämpft werden.